# Spuria
Spuria (с лат. — «внебрачный; ложный; подложный») — произведения, никогда не принадлежавшие, но приписывавшиеся тому или иному автору. В собраниях сочинений обычно имеется раздел «Spuria», куда включаются тексты, для атрибуции которых есть основания и уверенность составителей в их неподлинности. Бывает, что благодаря новым исследованиям часть сочинений переходят из разряда «Dubia» или из разряда подлинных в разряд «Spuria». В собраниях трудов греческих и латинских Отцов Церкви и различных светских авторов «Patrologia Graeca» и «Patrologia Latina», изданных Ж. П. Минем, иногда даже целая книга состоит исключительно из сочинений «Spuria», приписываемых тому или иному автору; например, 17-й том PG Оригена состоит исключительно из сочинений «Spuria». Примеры сочинений «Spuria»: Ареопагитики, приписываемые Дионисию Ареопагиту, Афанасьевский Символ веры, приписываемый Афанасию Великому.